# Hemidactylus taylori
Hemidactylus taylori är en ödleart som beskrevs av  Parker 1932. Hemidactylus taylori ingår i släktet Hemidactylus och familjen geckoödlor. Inga underarter finns listade i Catalogue of Life.

## Etymologi
Denna art är namngiven Hemidactylus taylori för att hedra den amerikanska herpetologen Edward Harrison Taylor (1889 – 1978).